# بومباردييه

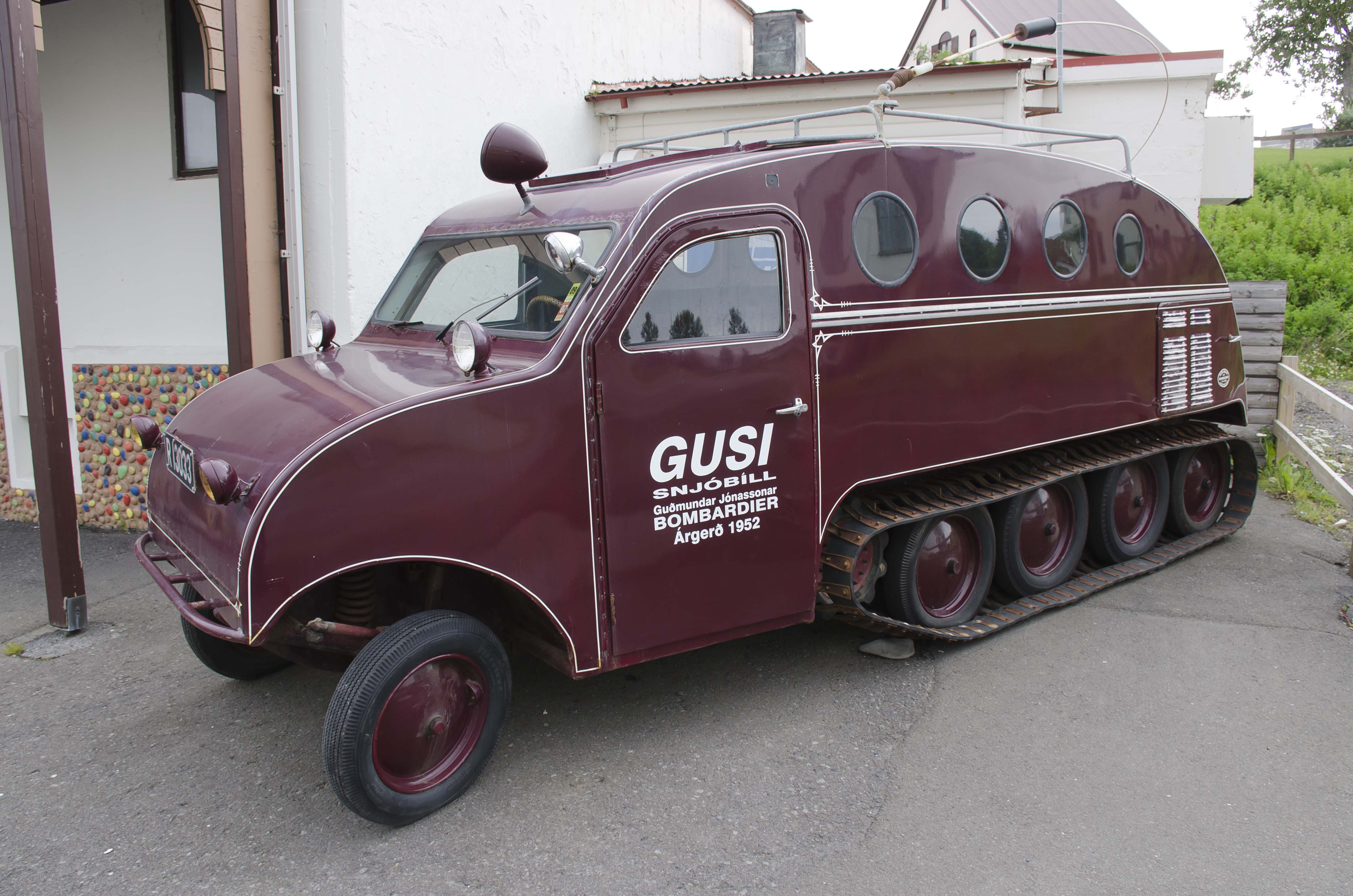
حافلة بومباردييه للثلج، أطقلت عام 1952

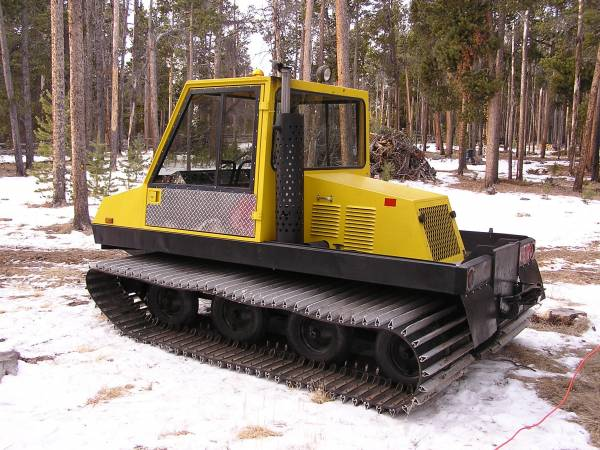
حافلة بومباردييه بي أر 100+، محرك وسطي وكابينة من الصلب

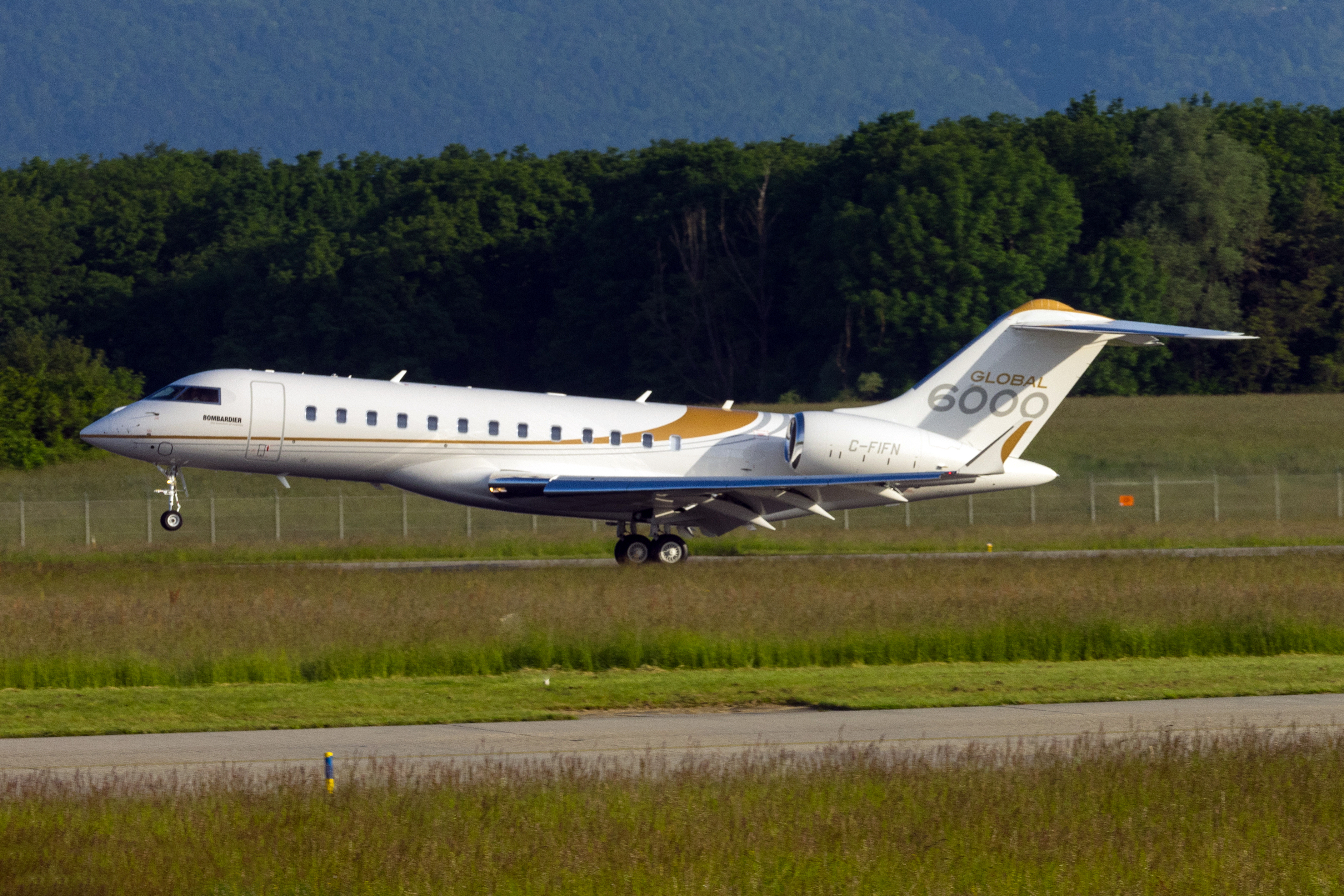
طائرة بومباردييه جلوبال جلكس 6000 موديل 1990.

شركة بومباردييه (بالفرنسية: Bombardier)‏ هي عبارة عن تكتل من الشركات الكندية، التي أسسها جوزيف أرماند بومباردييه في عام 1942 بداية باسم سيارة-الثلج بومباردييه المحدودة (بالفرنسية: L'Auto-Neige Bombardier Limitée)‏، في فالكورت في البلدات الشرقية، كيبيك.
مع مر السنين أصبحت الشركة صانع كبير للطائرات الإقليمية وطائرات رجال الأعمال، معدات النقل الجماعي، المعدات الترفيهية وتوفير الخدمات المالية. بومباردييه هي الآن ضمن مجموعة شركات فورتشن غلوبال 500. ويقع مقرها الرئيسي في مونتريال، كيبيك، في كندا. بومباردييه الحالية هي الراعي الرئيسي لنادي دربي كاونتي.

## التاريخ

### منتجات بومباردييه الترفيهية
في يناير عام 1934، حدثت عاصفة ثلجية منعت جوزيف أرماند بومباردييه من الوصول إلى أقرب مستشفى في الوقت المناسب لإنقاذ ابنه إيفون البالغ من العمر عامين، والذي توفي بسبب التهاب الزائدة الدودية الناتج عن التهاب الصفاق. دفعت تلك الحادثة بومباردييه إلى بناء مركبة تسطيع السير على الثلج. مع خبرته الكبيرة في الميكانيكيا، وجد أن ذلك ممكنا. في عام 1935، في ورشة إصلاح في فالكورت، مقاطعة كيبك، صمم بومباردييه وأنتج أول زلاقة جليد آلية باستخدام نظام قيادة طوره، وكان أحدث ثورة للسفر في ظروف الثلوج والمستنقعات.
في عام 1937، حصلت العربة الثلجية على براءة اختراع وبيع منها 12 عربة ثلج من طراز بي سيفن التي تتسع لسبعة ركاب. تم استخدامها في المناطق الريفية في كيبك لنقل الأطفال إلى المدرسة، ونقل البضائع، وتسليم البريد، استخدمت أيضا كسيارة إسعاف. في عام 1941، افتتح بومباردييه مصنعا في فالكورت.
في عام 1942، تم تأسيس شركة بومباردييه أوتو نيج المحدودة (بومباردييه سنو كار ليمتد) في فالكورت.
خلال الحرب العالمية الثانية، أصدرت حكومة كندا لوائح التقنين وقت الحرب. لشراء عربة ثلجية، كان على عملاء بومباردييه إثبات أن عربات الثلوج ضرورية لمعيشتهم. ثم حولت الشركة تركيزها إلى صناعة الأسلحة.
في عام 1947، عند حدوث عاصفة ثلجية في ساسكاتشوان، تلقت الشركة تغطية صحفية إيجابية عندما استخدم الجيش العربات الثلجية التابعة له في إعادة إصلاح وتزويد أبراج الاتصالات اللاسلكية المعزولة.
في عام 1948، أصدرت حكومة كيبك قانونا يطالب بإخلاء جميع الطرق من الثلوج، وبالتالي انخفضت مبيعات بومباردييه بمقدار النصف تقريبا في عام واحد. لذلك قرر أرماند بومباردييه تنويع أعماله، أولا من خلال إنتاج كاسحات الثلوج مجنزرة بحجم خاص لتستخدم على الأرصفة البلدية، واستبدال المركبات التي تجرها الخيول، ثم صنع مركبات لجميع التضاريس من أجل التعدين، نقل واستخراج البترول والتحريج.
كانت الآلات مزودة بزلاجات أمامية قابلة للإزالة يمكن استبدالها بعجلات أمامية لاستخدامها على الأسطح المرصوفة أو الصلبة، مما يوفر فائدة أكبر لعربات الثلوج الكبيرة. في عام 1951، تم استبدال الهياكل الخشبية بألواح فولاذية وتم تشغيل هذه المركبات بواسطة محركات كرايسلر ذات الرأس المسطحة بست اسطوانات وناقل حركة يدوي بثلاث سرعات.
في أوائل خمسينات القرن الماضي، ركز بومباردييه في شركته على تطوير عربة ثلجية لراكب واحد أو راكبين. في عام 1957، حدث اختراق عندما طورت شركة بومباردييه مسارها في صناعة المطاط المقولب من قطعة واحدة الذي يتمتع بمتانة كافية لتوفير جر جاذب للثلج والمركبات خفيفة الوزن. كانت السيارة تسمى «سكي دوج» لأنها كانت تهدف إلى استبدال زلاجة كلاب الصيادين. في عام 1958، تم رسم سكي دوج على النموذج الأول من العربة، على الفور أصبح اسم سكي دوج منتشر.
في وقت قصير اكتشف الجمهور المتعة الكبيرة للمركبات السريعة التي تزحف فوق الثلج وولدت رياضة شتوية جديدة، تتمركز في كيبيك. في السنة الأولى، باعت شركة بومباردييه 225 من عربة سكي دوج، بعد أربع سنوات، تم بيع 8210 سيارة. أبطأ بومباردييه في الترويج لخط سكي دوج لأنه يمنع انتشار منتجات الشركة الأخرى، بينما لا يزال يهيمن على صناعة الثلج ضد المنافسين بولاريس إندستريز وأركتيك كات.
في عام 1963، تم إنشاء شركة روسكي في شلالات روكستون، كيبيك كشركة مصنعة لأجزاء العربة سكي دوج. في الستينيات، تمت إضافة محركات في-8.
في 18 فبراير عام 1964، توفي أرماند بومباردييه بسبب السرطان عن عمر يناهز 56 عاما. حتى ذلك الحين، كان يشرف على جميع مجالات العمليات ويشرف على قسم الأبحاث، ويقوم بعمل جميع الرسومات بنفسه. بعد ذلك تولى جيل الشباب المسؤولية، بقيادة أبناء أرماند وأصهاره، وأعادوا تنظيم الشركة وإضفاء اللامركزية عليها. بدأ المجلس الجديد بجرد أجهزة الكمبيوتر وفواتير المحاسبة. نتج عن ذلك تحسين شبكات التوزيع وزيادتها، وتطوير برنامج حوافز لموظفي المبيعات. في ذلك العام، ارسل استطلاع بالبريد إلى مالكي سكي دوج لمعرفة كيفية استخدام المنتج. تولى جيرمان بومباردييه، إدارة الشركة بعد وفاة والده في عام 1964. ومع ذلك، استقال وباع أسهمه في عام 1966 بعد خلاف مع أفراد الأسرة الآخرين. ثم أصبح لوران بودوان، صهر بومباردييه رئيسا للشركة، وشغل المنصب حتى عام 1999.
في عام 1967، تم تغيير اسم الشركة إلى بومباردييه المحدودة. بحلول ذلك الوقت، كانت عربات الثلوج مفيدة جدا لشعوب الإنويت.
في عام 1968، اخترع كلايتون جاكوبسون الثاني دراجة مائية المعروفة حاليا باسم جات سكي، ورخصت الشركة براءات اختراعه لإنشاء مركبة مائية شخصية من طراز سي دو.
في 23 يناير عام 1969، أصبحت الشركة شركة عامة مدرجة في بورصة مونتريال وبورصة تورونتو.
في عامي 1969 و 1970، تم استبدال النوافذ المستديرة بنوافذ أخري مستطيلة أكبر حجما لتوفر المزيد من الإضاءة داخل العربة. تم إجراء تغيير على محركات كرايسلر الصناعية 318، مع ناقل الحركة الأوتوماتيكي.
في عام 1970، استحوذت الشركة على شركة روتكس، وهي شركة تصنيع محركات مقرها في غونسكيرشين في النمسا.
في عام 1971، استحوذ بومباردييه على موتو سكي.. في نفس العام، أطلقت بومباردييه عملية سنوبلان، وهو برنامج لتعزيز سلامة العربات الثلجية بعد ارتفاع عدد القتلى من الحوادث التي سببتها العربات الثلجية.
في سبعينيات القرن الماضي، بدأت الشركة في إنتاج دراجات نارية كان آم، والتي تضمنت محركات روتكس.
في عام 2003، باعت الشركة منتجات بومباردييه الترفيهية لمجموعة من المستثمرين مقابل 875 مليون دولار، كان بين كابيتال يستحوذ على أكبر نسبة بلغت 50% بينما تستحوذ عائلة بومباردييه على نسبة 35% و صندوق الودائع والتنسيب في كيبيك يستحوذ على نسبة 15%.

### طيران

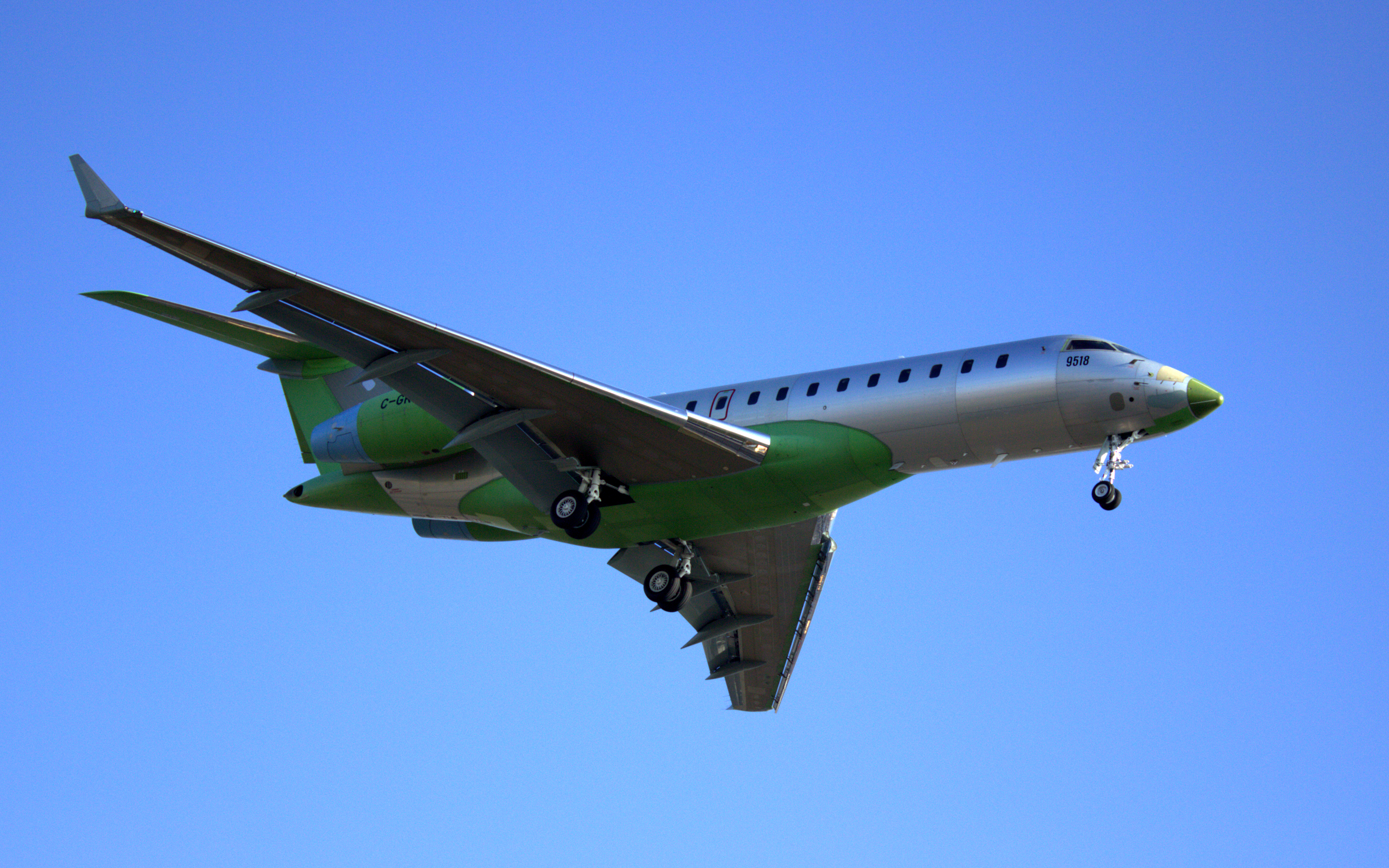
هبوط طائرة بومباردييه جلوبال إكسبريس جلوبال 6000 في مطار مونتريال الدولي.

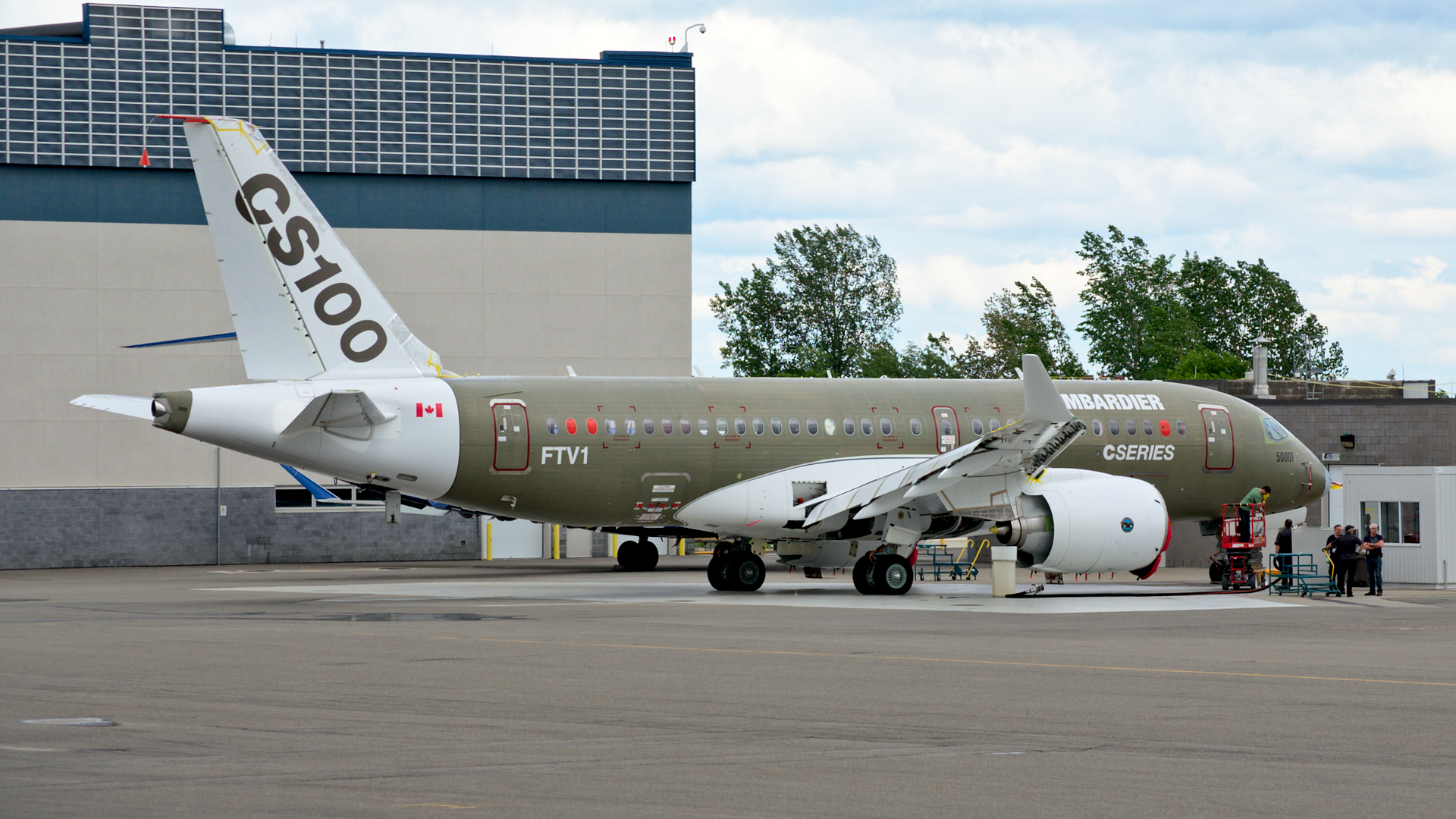
طائرة بومباردييه سي سيريز سي إس 100، مركبة اختبار الطيران في ميرابل

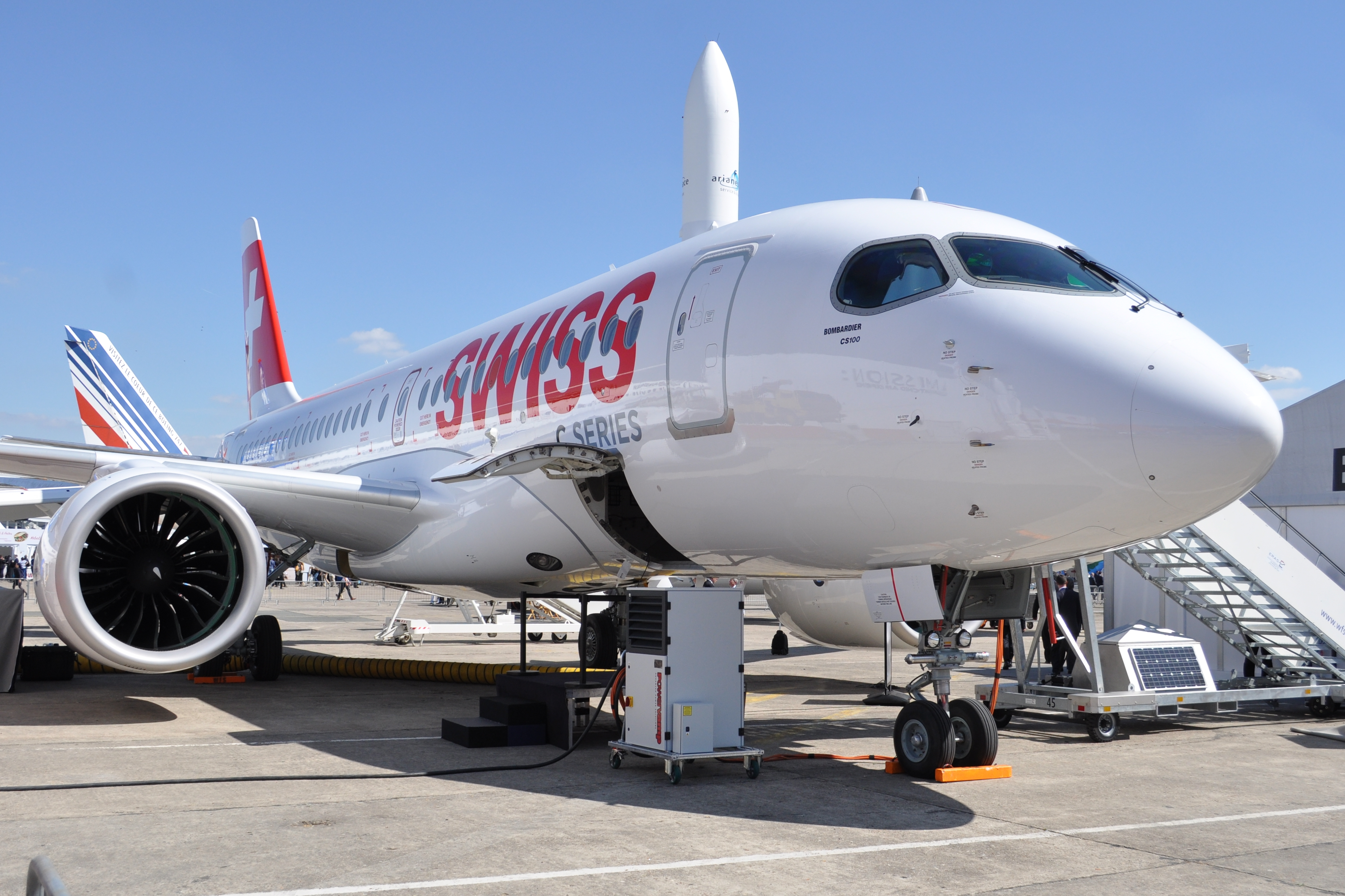
طائرة بومباردييه سي سيريز سي إس 100 التابعة للخطوط الجوية الدولية السويسرية

في عام 1986، استحوذت شركة بومباردييه على شركة كنداير مقابل 120 مليون دولار كندي من حكومة كندا بعد أن سجلت أكبر خسارة للشركة في التاريخ الكندي.
في عام 1989، استحوذت الشركة على شركة شورت براذرز.
في عام 1990، استحوذت على شركة ليرجيت.
في عام 1992، استحوذت الشركة على شركة دي هافيلاند في كندا من بوينج.
في عام 1995، أسست شركة بومباردييه قسم فليكس جيت. في ديسمبر عام 2013، تم بيع القسم بمبلغ 195 مليون دولار.
في 29 يونيو عام 2016، سلمت شركة بومباردييه أول طائرة من طراز بومباردييه سي سيريز سي إس 100 الذي تعرف الآن باسم إيرباص إيه 220، إلى الخطوط الجوية الدولية السويسرية. قبل ذلك بيوم واحد قامت شركة طيران كندا بتقديم طلب لشراء الطائرة.
في أبريل عام 2016، قدمت شركة خطوط دلتا الجوية طلبا لشراء الطائرة. في 26 سبتمبر عام 2017، بعد أن اشتكت شركة بوينغ من أن شركة بومباردييه كانت تبيع الطائرة إلى خطوط دلتا الجوية بأقل من التكلفة بسبب الإعانات المقدمة من حكومتي كندا وكيبيك، اقترحت وزارة التجارة الأمريكية تعريفة بقيمة 219% على الطائرات. ذكرت شركة بوينج في شكواها أن طائرات إيرباص إيه 220 بيعت بسعر 19.6 مليون دولار لكل طائرة، أقل من 33.2 مليون دولار من تكلفة الإنتاج مجموعة الطائرات. قامت حكومتي كندا والمملكة المتحدة بتهديد التوقف عن طلب طائرات بوينج لأن الشركة كانت تعرض وظائف الطيران للخطر. في 26 يناير عام 2018، ألغت لجنة التجارة الدولية الأمريكية التعريفات الجمركية، ولم تستأنف شركة بوينج.
في يوليو عام 2018، استحوذت إيرباص على حصة 50.01% من مجموعة الطائراتربومبردية طراز سي إس مقابل دولار كندي واحد، مع خيار الحصول على الحصة المتبقية بحلول عام 2024. قامت شركة إيرباص ببناء خط تجميع ثاني لسلسلة سي إس في منشأة تجميع إيه 320 في موبيل، ألاباما.
في نوفمبر عام 2018، أعلنت الشركة عن بيع طائرة ركاب ذات محرك توربيني إلى إحدى الشركات التابعة لشركة فايكنج اير. كما أعلنت عن تسريح 5000 عامل.
في مارس عام 2019، باعت الشركة نشاط تدريب طائرات الأعمال إلى شركة الطيران الكندي سي أيه إي مقابل 645 مليون دولار. تضمنت الأعمال أجهزة محاكاة الطيران وأجهزة التدريب لخطوط إنتاج بومباردييه ليرجيت و تشالنجر و جلوبال.
في 25 يونيو عام 2019، اتفقت بومباردييه مع شركة ميتسوبيشي للصناعات الثقيلة على بيع برنامج CRJ، وكان من المتوقع إغلاق الصفقة في أوائل عام 2020 بشرط الحصول على موافقة الجهات التنظيمية. سوف تحتفظ بومباردييه بمنشأة التجميع ميرابل وتنتج CRJ نيابة عن ميتسوبيشي حتى اكتمال الطلبات المتراكمة الحالية.
في أكتوبر عام 2019، أعلنت بومباردييه عن اتفاقية بيع قسمها المتبقي لتصنيع الهيكل الهوائي للطائرات لشركة سبيريت إيرو سيستمز الأمريكية. تضمن التقسيم وقت البيع تصنيع المكونات لمجموعة بومباردييه وطرازات مجموعة طائرات إيرباص الجديدة، وأيضا صيانة الطائرات وإصلاحها وتجديدها. نظرا لتأثير جائحة 2020 على الصناعة، تمت إعادة التفاوض على الاتفاقية مع إبرام صفقة البيع لشركة سبيريت أخيرا في أكتوبر عام 2020. كان قسم هياكل الطائرات السابق في بومباردييه الذي اشترته شركة سبيريت وقت البيع يتألف بيع العمليات في بلفاست بالمملكة المتحدة والدار البيضاء والمغرب ودالاس بالولايات المتحدة الأمريكية.
وصفت عمليات بيع قسم هياكل الطائرات لعامي 2019 و2020، في ذلك الوقت بأنها تدعم قرار بومباردييه الاستراتيجي بإعادة وضع نفسها كشركة طائرات أعمال تجارية.
في فبراير عام 2020، استحوذت شركة إيرباص على حصة إضافية بنسبة 25% في إيرباص إيه 220 مقابل 591 مليون دولار أمريكي. كانت هذه الصفقة هي الخطوة الأخيرة لإخراج بومباردييه أفييشن من صناعة الطائرات التجارية.

### معدات السكك الحديدية

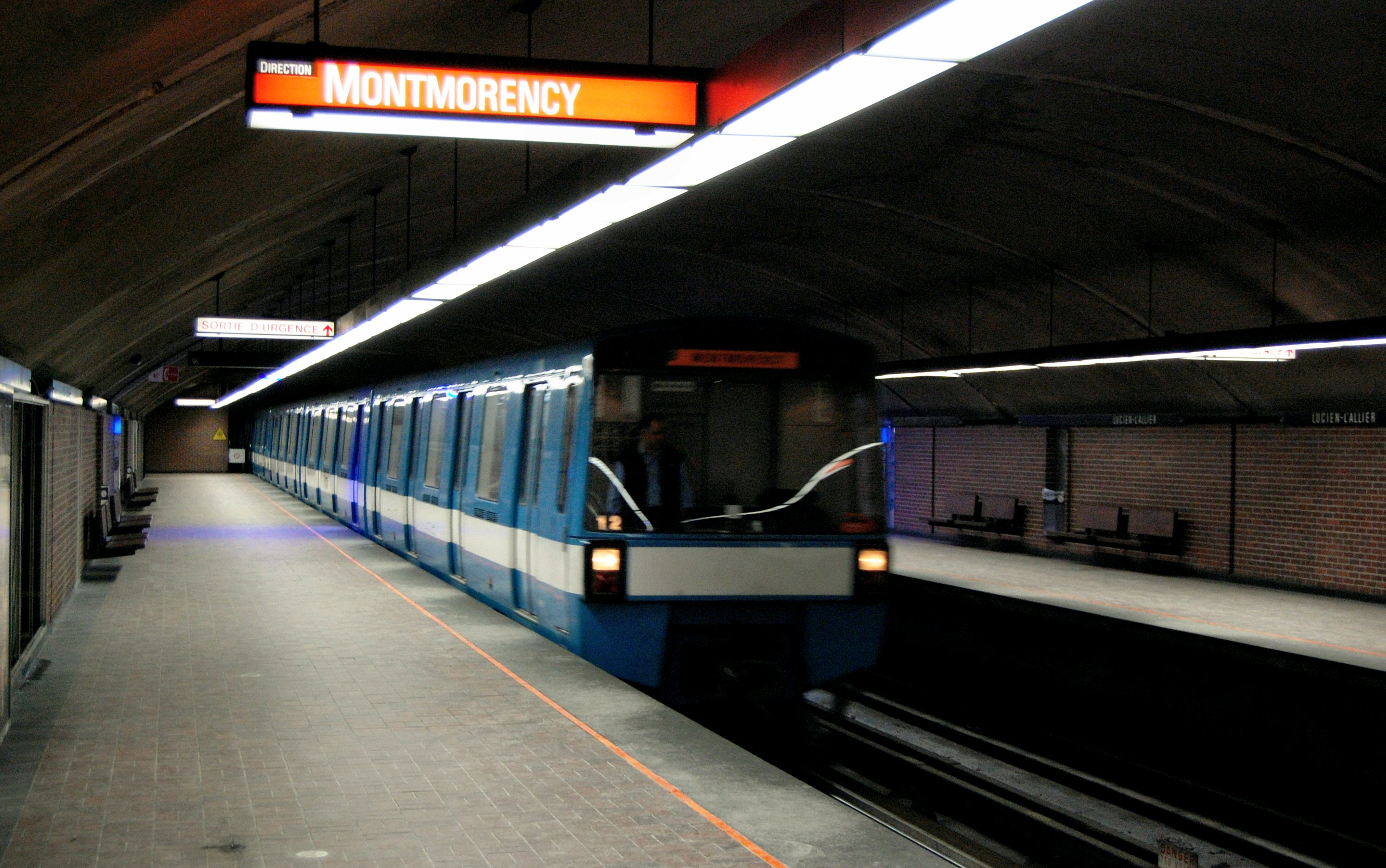
وصول قطار إم 73 إلى محطة لوسيان ألير، فبراير 2009

تسببت أزمة الطاقة في السبعينات في انخفاض الطلب على عربات الثلوج مما دفع الشركة إلى الإتجارة إلى مجال النقل والسكك الحديدية.
في عام 1974، تلقت الشركة طلبها الأول لبناء قطارات إم-73 لشركة مونتريال للنقل لاستخدامها في مترو مونتريال. في عام 1975، استحوذت الشركة على شركة مونتريال للسكك الحديدية. في عام 1988، تم بيعها لشركة جنرال إلكتريك.
في عام 1982، فازت الشركة بعقد من هيئة النقل الحضرية في نيويورك لبناء 825 سيارة مترو أنفاق مقابل 663 مليون دولار.
في عام 1985، توقفت الشركة عن تصنيع القاطرات وركزت على إنتاج عربات قطار الركاب. في عام 1986، استحوذت شركة بومباردييه على حصة 45% في شركة لا بروجواز ونيفيل، ومقرها بروج وأصول مصنعي السكك الحديدية الأمريكية مصنع بود و مصنع بولمان في عام 1987. في عام 1989، استحوذت أيضا على شركة أيه إن إف الصناعية ومقرها في كريسبين بنورد في فرنسا. أدت سلسلة من عمليات الاستحواذ في المملكة المتحدة وألمانيا وسويسرا وكندا والمكسيك إلى زيادة أعمال الشركة.
في عام 1996، تم اختيار الشركة كمطور رئيسي لقطارات اسيلا اكسبريس، وهي أسرع قطارات في أمريكا الشمالية، بعقد قيمته 710 مليون دولار. أدت مشاكل القطارات إلى دعاوى قضائية بين الشركة وشركة امتراك.
في عام 2001، استحوذت بومباردييه على شركة أنظمة السكك الحديدية دايملر كرايسلر، وهي شركة مصنعة للقطارات التي كانت
تستخدم على نطاق واسع في جميع أنحاء ألمانيا وبريطانيا العظمى، لتصبح واحدة من أكبر الشركات المصنعة لمخزون السكك الحديدية في العالم.
في عام 2005، أطلقت الشركة خط سكة حديد بومباردييه زيفيرو فائق السرعة، بسرعة 200-380 كيلومترا في الساعة، لصالح وزارة السكك الحديدية الصينية.
في 13 فبراير عام 2020، وافقت ألستوم على شراء قسم نقل بومباردييه مقابل 7 مليارات يورو.

## خطوط الأعمال المجردة

### بومباردييه كابيتال
منذ عام 1973، عندما كان مقر الشركة في كولشستر، فيرمونت، قدمت بومباردييه كابيتال خدمات مالية مثل الإقراض والتأجير.
في عام 1997، بدأت الشركة في نقل بعض الخدمات إلى جاكسونفيل، فلوريدا.
في عام 2001، توقفت عن الحصول على قروض استهلاكية جديدة.
في عام 2005، باعت بومباردييه قسم تمويل المخزون الخاص بها إلى شركة التمويل التجاري جي.

### الجيش
حصلت الشركة على حقوق فولكس فاجن إلتيس في عام 1981، وتوقف الإنتاج في عام 1989.
في عام 2003، باعت الشركة قسم صناعة الأسلحة في كندا. تم بيع خدمات الطيران العسكري لشركة سبار ايروسبيس. وتوقفت منتجات صناعة الأسلحة البرية التي تصنعها شركة تنمية النقل الحضري عن العمل.

### حافلة النقل العام في أيرلندا
في أواخر سبعينيات القرن الماضي في جمهورية أيرلندا، كلفت منظمة النقل الأيرلندي التي تعرف الآن باسم إيرين الناقلة و حافلات دبلن بتصميم وإنتاج مجموعة من الحافلات ذات الطابقين.
بحثت منظمة النقل الأيرلندي عن شركاء لبناء هذه الحافلات في أيرلندا، ووجدت في النهاية اثنتين هما بومباردييه، ومقرها الولايات المتحدة والمؤسسة العامة للسيارات مقرها آن أربور، ميشيغان. شكلت الشركتان شركة جديدة وسميت بومباردييه أيرلندا المحدودة، مملوكة بنسبة 51% لشركة بومباردييه و 49% مملوكة للمؤسسة العامة للسيارات. في أغسطس عام 1983، باعت شركة بومباردييه أسهمها إلى المؤسسة العامة للسيارات، مع تغيير اسم الشركة إلى المؤسسة العامة لسيارات أيرلندا المحدودة.
صممت النماذج الأولية في ألمانيا وإنتاج 51 حافلة سريعة من طراز كيه إي و 366 حافلة ذات طابقين من طراز KD بين عامي 1980 و 1983 في منشأة في شانون، مقاطعة كلير. ظلوا في الخدمة حتى 1997 و 2000 على التوالي. بعض الأمثلة الباقية معروضة الآن في متحف النقل الوطني بأيرلندا في قلعة هوث.

## متحف بومباردييه

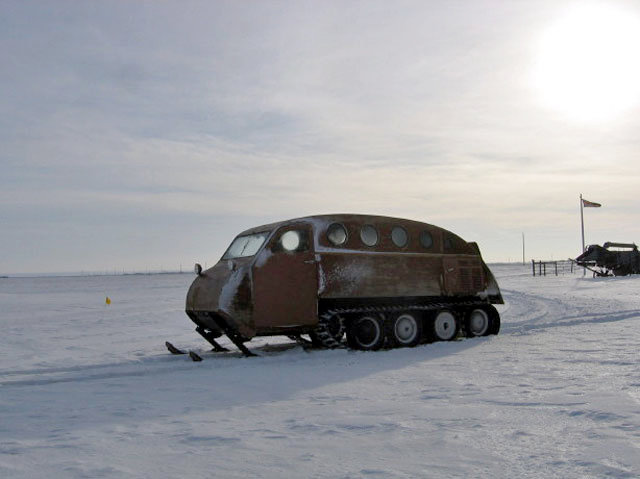
في عام 1951، مركبة الثلج بومباردييه طراز بي 12.

متحف الإبداع جوزيف أرماند ببومباردييه، متحف في فالكورت بكيبيك مخصص لعرض حياة جوزيف أرماند بومباردييه ومنتجات صناعة الثلج. تم افتتاح المتحف في عام 1971، مع إجراء تجديدات كثيرة في عام 1990، وتم تنسيقه بشكل احترافي ويضم مجموعة واسعة من سكي دوس، والتصاميم الصناعية الأخرى، ومجموعة مختارة من الكتب والكتيبات ذات الصلة وغيرها من العناصر التي تهم عشاق ركوب عربات الثلج.
يضم المتحف مصنع المرآب الأصلي حيث تم بناء أول عربة ثلجية. تمت إزالة المرآب بعناية من موقعه الأصلي في فالكورت ونقله إلى موقعه الحالي في المتحف، والذي يقع على بعد مباني من مصنع بومباردييه للمنتجات الترفيهية حاليا.

## وصلات خارجية
- الموقع الرسمي لشركة بومباردييه.
- تقرير من وعن شركة بومباردييه.